# Primera División de Venezuela 1969
La temporada 1969 de Primera División fue la decimotercera edición de la máxima categoría del Fútbol Profesional Venezolano.

## Equipos participantes
Fue jugada por nueve equipos: 4 Equipos de colonias y 5 equipos locales
| Club                | Estado           |
| ------------------- | ---------------- |
| Anzoátegui F.C.     | Anzoátegui       |
| Atlético Aragua     | Aragua           |
| Deportivo Galicia   | Distrito Federal |
| Deportivo Italia    | Distrito Federal |
| Deportivo Portugués | Distrito Federal |
| Lara F.C.           | Lara             |
| U.D. Canarias       | Distrito Federal |
| Valencia F.C.       | Carabobo         |
| Zulia F.C.          | Zulia            |

## Historia
El campeón fue el Deportivo Galicia, mientras que otro equipo de colonia -el Deportivo Italia- llegó de segundo. El Valencia FC, que llegó de tercero, fue clasificado sucesivamente -aunque nunca fue confirmado oficialmente- como subcampeón por haber ganado más partidos del Deportivo Italia. Pero esta clasificación permitió al Valencia FC participar en la Libertadores de 1970.
La "Liga Mayor" (el ente que organizaba el torneo) propuso cambiarle el nombre a los equipos llamados de la "colonia" al de las parroquias caraqueñas. Se reseñó inicialmente: Deportivo Portugués (Deportivo Catia), Deportivo Galicia (Deportivo Petare), UD Canarias (Deportivo Candelaria), Deportivo Italia (Deportivo Chacao). Pero no ocurrió nada.
Primer goleador: Eustaquio Batista (Deportivo Italia), con 19 goles (igualado por Aurelio Dos Santos "Lelo" (Valencia), que hizo 18 goles legítimos y uno dudoso, que fue denunciado a la FVF y luego anulado)

## Tabla Acumulativa
| Pos | Equipo                | J  | G  | E  | P  | GF | GC | DG  | Ptos |
| --- | --------------------- | -- | -- | -- | -- | -- | -- | --- | ---- |
| 1   | Deportivo Galicia (C) | 32 | 16 | 9  | 7  | 58 | 43 | 15  | 41   |
| 2   | Valencia F.C.         | 32 | 18 | 4  | 10 | 59 | 36 | 23  | 40   |
| 3   | Deportivo Italia      | 32 | 17 | 6  | 9  | 55 | 32 | 23  | 40   |
| 4   | U.D. Canarias         | 32 | 13 | 8  | 11 | 42 | 39 | 3   | 34   |
| 5   | Anzoategui F.C.       | 32 | 13 | 8  | 11 | 44 | 43 | 1   | 34   |
| 6   | Lara F.C.             | 32 | 11 | 10 | 11 | 46 | 46 | 0   | 32   |
| 7   | Deportivo Portugués   | 32 | 8  | 12 | 12 | 44 | 50 | -6  | 28   |
| 8   | Atlético Aragua       | 32 | 8  | 8  | 16 | 36 | 64 | -28 | 24   |
| 9   | Zulia F.C. (D)        | 32 | 5  | 5  | 22 | 29 | 60 | -31 | 15   |

|  | Campeón, clasificado para la Copa Libertadores 1970.    |
|  | Subcampeón, clasificado para la Copa Libertadores 1970. |
|  | (D) : Desaparece al final de la temporada.              |